# Лібушанка
Лібушанка (пол. Libuszanka) — гірська річка в Польщі, у Горлицькому повіті Малопольського воєводства. Права притока Ропи, (басейн Балтійського моря) на Лемківщині.

## Опис
Довжина річки 15 км, падіння річки 123 м, похил річки 8,2 м/км, найкоротша відстань між витоком і гирлом — 11,54 км, коефіцієнт звивистості річки — 1,30. Формується багатьма безіменними потоками. Річка тече у Низьких Бескидах.

## Розташування
Бере початок на висоті 383 м над рівнем моря на південно-східній околиці села Вапенне (гміна Сенкова). Спочатку тече переважно на північний схід через Розділля і у Ліпінках повертає на північний захід. Далі тече через Гурну Ниву, Пастерник, Лібушу, Пулроле і у селі Корчина на висоті 260 м над рівнем моря впадає у річку Ропу, праву притоку Вислоки.

## Цікаві факти
- У верхів'ї річку перетинають туристичні шляхи, які на мапі туристичній значаться кольором: синім (Магурський ландшафтний заказник — Роздзеле — Ліпінки — Вуйтова — Беч); зеленим (Магурський ландшафтний заказник — Вапенне — Військовий цвинтар — Лисула 552 м) — Горлиці)[3].